# Il ritorno del campione
Il ritorno del campione (The Stratton Story o The Life of Monte Stratton) è un film del 1949 diretto da Sam Wood.
È la vera storia di Monty Stratton, pitcher dei Chicago White Sox, che, a causa di un incidente di caccia, perde una gamba, ma incoraggiato dalla moglie, si allena e torna a giocare come e meglio di prima. Gli interpreti del film sono James Stewart e June Allyson.

## Trama
Il giovane texano Monty Stratton lavora quotidianamente nella sua fattoria ma, appassionato di baseball, si reca a piedi alle partite con i Wagner Wild Cats, al campo di allenamento che dista dieci miglia da casa sua. Barney Wile, ex ricevitore, intuisce le possibilità del ragazzo e lo convince che, con la squadra giusta, potrebbe arrivare a giocare anche nella major league. Barney allena per tutto l'inverno Monty: gli organizza poi un incontro con Jimmy Dikes, il manager dei Chicago White Sox. Anche se all'inizio Dykes si dimostra riluttante a visionare il giovanotto di campagna, quando lo vede lanciare ne resta fulminato.
Monty si inserisce nella squadra e, ingenuo com'è, subisce la mascalzonate dei compagni, come quella di un altro giocatore che gli soffia la ragazza. Monty però riconquista la graziosa Ethel con la sua sincerità e dolcezza. Messo finalmente sotto contratto, Monty passa la prima stagione in panchina. L'unico lancio che gli riesce di fare è quello che fa scagliando la palla in maniera così potente che viene chiamato ad allenarsi ad Omaha. Il giovane, deciso a dichiararsi con Ethel, le dice che prima di sposarla vuole avere la possibilità di dimostrarle tutte le sue capacità come giocatore professionista. Monty si dimostra così bravo sul campo che ben presto può mantenere la promessa fatta ad Ethel, sposandola. I due aspettano un bambino e Monty affida la moglie alle cure di sua madre, alla fattoria, mentre lui prosegue la stagione sui campi di baseball.
Quando il piccolo nasce, Monty ritorna a casa. Ethel vorrebbe che loro due vivessero sempre insieme, cosa che al momento non è possibile. Il marito, comunque, le dimostra il suo amore imparando, per farla contenta, anche a ballare. Passa qualche mese: durante un giro per le campagne a caccia di conigli, Monty ha un grave incidente: inciampa e, cadendo a terra, preme il grilletto del fucile, sparandosi a una gamba. Ethel, preoccupata, va a cercarlo: ritrova il marito ferito, ma ormai è troppo tardi per curare l'infezione e i medici sono costretti ad amputare la gamba.
L'ex giocatore ora passa il suo tempo nella depressione con la moglie che attende pazientemente che lui superi quel momento terribile. Vedendo il suo bambino che fa i primi passi, Monty si scuote e si pente di aver passato tutto quel tempo ad autocommiserarsi. Si mette d'impegno a imparare ad usare la sua gamba artificiale: non solo, ricomincia ad allenarsi con Ethel che gli annuncia di aspettare un altro figlio. In primavera, tutti restano scioccati nello scoprire che Monty ha convinto l'allenatore a inserirlo in squadra: anche se pieno di dubbi, affronta tutte le difficoltà e gli ostacoli, vincendo la partita. Da quel momento, Monty ritornerà a giocare vincendo ancora molte volte nel corso della sua carriera.

## Produzione
Il film fu prodotto dalla Metro-Goldwyn-Mayer (MGM). Venne girato con il titolo di lavorazione The Life of Monte Stratton avvalendosi della consulenza tecnica del vero Monty Stratton, allenando James Stewart nei lanci. Le scene di baseball vennero girate al Wrigley Field di Chicago e al Gilmore Field di Hollywood e nei campi dell'American League di Chicago, Cleveland, Detroit e Washington.

## Distribuzione
Distribuito dalla Metro-Goldwyn-Mayer (MGM), il film fu presentato in prima mondiale il 21 aprile 1949 a Cleveland, nell'Ohio. Fu poi proiettato a Londra il 5 maggio 1949 e quindi a New York, il 12 maggio, per uscire in seguito nelle sale statunitensi nel giugno 1949.

## Riconoscimenti
- 1950 - Premio Oscar
  - Miglior soggetto